# 耶律万辛
耶律万辛（973年—1041年），辽朝官员。
耶律万辛入仕后勤劳能干奉公。重熙四年（1035年）辽兴宗行柴册大礼，他被封为北大王，同政事门下平章事。他以勇武著称，骑不息鞍。重熙十年（1041年）春，在上京南之私第病逝，享年六十九岁。

## 家庭
- 曾祖父：耶律谐里，夷离堇
- 父亲：索胡舍利
  - 妻子：达曷娘子，十六岁去世
    - 儿子：耶律马九，担任本王府司徒

  - 妻子：留女夫人，三十八岁去世
    - 儿子：耶律三部奴，担任祗候

  - 妻子：中哥，索胡驸马袅胡公主孙、奚王西南面招讨大王何你乙林免小女，重熙六年，内加北大王，封乙林免
    - 儿子：耶律杷八、耶律陈六、耶律胡都乎、耶律散八